# Ministerie van Onderwijs, Kunsten en Wetenschappen

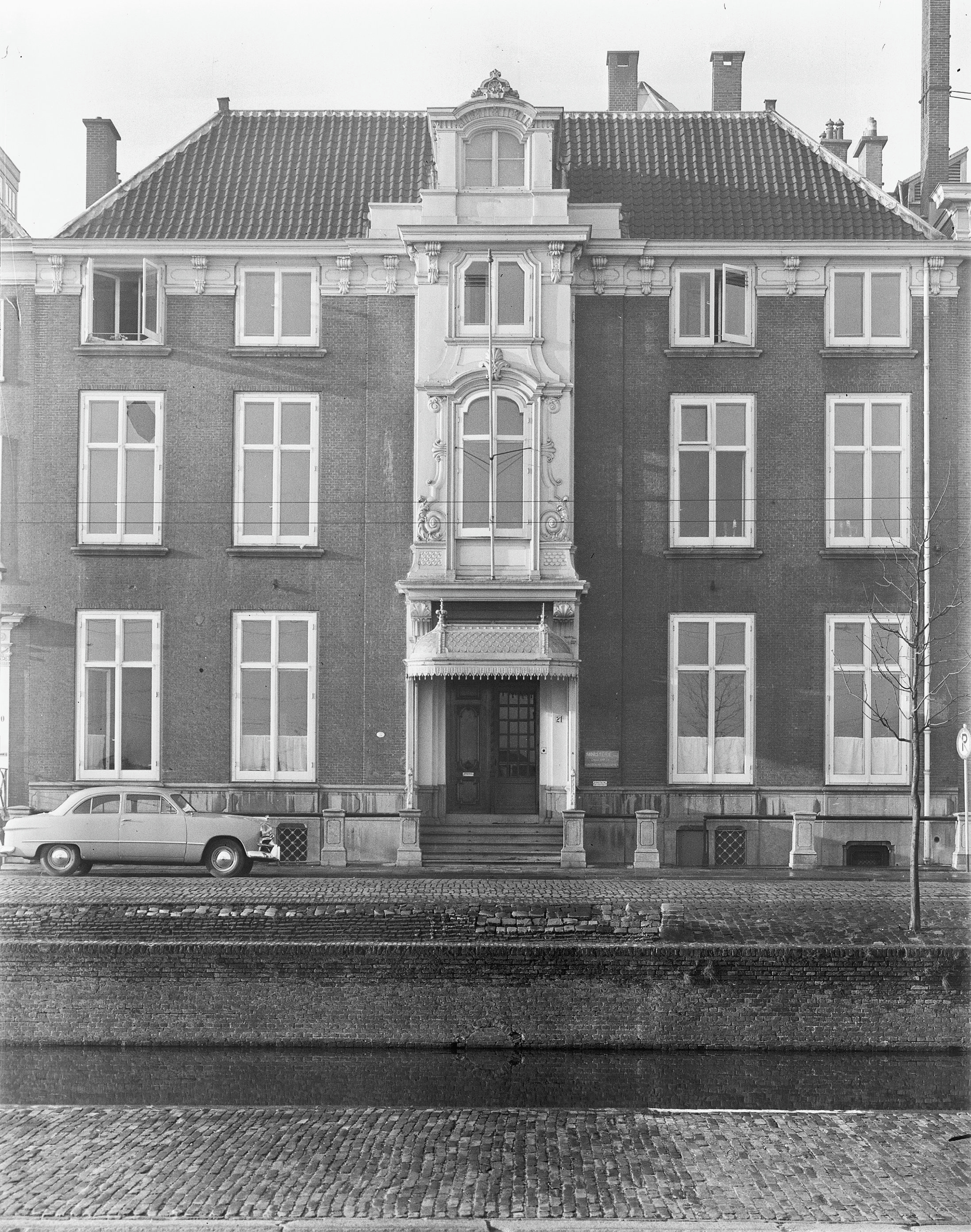
Het ministerie aan de Prinsessegracht in Den Haag

Het Ministerie van Onderwijs, Kunsten en Wetenschappen (OKenW) was tussen 1918 en 1965 een Nederlands ministerie. Het werd in 1918 door het kabinet-Ruijs de Beerenbrouck I opgericht met
als beleidsterreinen onderwijs, het wetenschapsbeleid en cultuur (inbegrepen archieven en monumenten). Deze beleidsonderdelen vielen voor die tijd onder het Ministerie van Binnenlandse Zaken.
Na 1946 kreeg OKenW er verscheidene beleidsterreinen bij, te weten de culturele vorming, jeugdwerk, lichamelijke opvoeding, natuurbescherming, de omroep (radio en televisie), de pers, recreatie en sport.
Vanwege de toegenomen omvang van de taken werd in 1965 besloten cultuur, media, sport en jeugdwerk onder te brengen bij het Ministerie van Cultuur, Recreatie en Maatschappelijk Werk (CRM). Daarna heette het ministerie van OKenW Ministerie van Onderwijs en Wetenschappen. 